# Área Militar de Hradiště
El área de entrenamiento militar Hradiště (en checo Vojenský Výcvikový Prostor Hradiště, también Vojenský újezd Hradiště) es un área en la República Checa que pertenece directamente al estado.
Fue diseñado para el ejército checoslovaco sobre la base de la Ley núm. 169 sobre áreas de entrenamiento de 1949.
El área de entrenamiento militar está en Okres Karlovy Vary entre Karlovy Vary y Bochov en las montañas Duppau. El nombre deriva de su montaña más alta, la Hradiště de 933 m de altura. Con una superficie de originalmente 331,61 km², es el área de entrenamiento militar más grande de la República Checa.
Según la Ley núm. 222 sobre garantía de la preparación para la defensa de 1999, se estableció su existencia continua como parte del estado checo para el entrenamiento de las fuerzas armadas. Desde que la República Checa se unió a la OTAN, también se ha utilizado para ejercicios conjuntos por ejércitos aliados.